# بن بادیس (سیدی بلعباس)
بن بادیس (سیدی بلعباس) (به عربی: بن بادیس) یک شهرداری در الجزایر است که در استان سیدی بلعباس واقع شده‌است.